# Gemini 5
Gemini 5 was de derde van tien bemande ruimtevluchten in het kader van het Amerikaanse Geminiprogramma. Met deze vlucht van bijna acht dagen namen de Verenigde Staten voor het eerst het duurrecord voor bemande ruimtevluchten in handen.
Het was de tweede en laatste ruimtevlucht voor gezagvoerder Gordon Cooper. Hij was niet de eerste ruimtevaarder in de geschiedenis die voor de tweede keer in de ruimte vloog (dat was Virgil Grissom), maar wel de eerste die voor de tweede keer in een baan om de aarde vloog. Voor piloot Charles Conrad was het de eerste ruimtevlucht.
Gemini 5 vormde het begin van een traditie die bekendstaat als de mission patch, een door de bemanning ontworpen embleem dat symbool staat voor de vlucht. In het embleem van Gemini 5 stond als motto de woorden "Eight days or bust", doelend op de poging om met deze vlucht een duurrecord te vestigen. NASA had wat moeite met dit motto en eiste van de bemanning dat deze woorden tot het einde van de missie afgeplakt zouden worden, voor het geval dat de missie voortijdig moest worden afgebroken. Het verhaal gaat ook dat NASA zich ook zorgen maakte over de mogelijke associatie met vrouwenborsten, vanwege het woord "bust".
Twee uur en 25 minuten na de lancering werd vanuit de Gemini 5 een minisatelliet uitgezet, de zogenaamde rendezvous evaluation pod (REP). Een doel van de Gemini 5 was het testen van systemen waarmee rendezvous manoeuvres uitgevoerd moesten worden, daarbij zou de rendezvous evaluation pod als referentiepunt worden gehanteerd. Deze oefening ging echter niet door vanwege problemen met een brandstofcel. Later werd dit probleem verholpen en op de derde dag van de vlucht werd alsnog een rendezvous oefening gehouden met een denkbeeldig doel.
Daarnaast was een doel om te onderzoeken hoe de bemanning gedurende een ruimtevlucht van acht dagen zou functioneren.
Voor het grootste deel van de vlucht had de bemanning bijzonder weinig te doen. Charles Conrad, die bekendstond als hyperactief, zou gezegd hebben dat deze vlucht het moeilijkste was wat hij ooit had gedaan. Een ongelukje met gevriesdroogde garnaaltjes zorgde er nog voor dat de capsule gevuld werd met kleine roze "satellietjes".
De Gemini landde 145 km (volgens sommige bronnen 170 km) naast het beoogde doel in de Atlantische Oceaan. Dit werd veroorzaakt doordat vanaf de grond verkeerde coördinaten naar de boordcomputer werden gezonden.
De capsule van de Gemini 5 wordt tentoongesteld in NASA Johnson Space Center's Visitor Center in Houston, Texas, Verenigde Staten.
Een brandstoftank van de eerste trap van de Titan-raket overleefde de klap op het water en werd kort na de lancering geborgen. Deze is, bijna zestig jaar na de lancering, vanaf 2023 tentoongesteld in Hangar C, onderdeel van het Cape Canaveral Space Force Museum.